# 横島 (大分県)
横島（よこしま）は、大分県佐伯市米水津の米水津湾内にある島。地横島と沖横島の2島から成る無人島である。

## 概要
米水津湾の北に延びる鶴見半島の南側に突き出る観音崎の沖合約400m南方に位置する。周囲は断崖に囲まれている。最高地点の標高は138.4mとなっており、全域が日豊海岸国定公園に指定されている。
両島ともウバメガシの林があり、炭焼きに利用されていたこともある。沖横島の東側断崖にはビャクシンが自生しており、豊後水道域の南限として大分県の天然記念物に指定されている（横島のビャクシン自生地）。
横島とその周囲の岩礁は、同じく佐伯市内にある沖黒島、鶴御崎などと並び、九州を代表する磯釣りのポイントとして知られている。
本土との間に定期船はなく、島へは瀬渡し船などで渡る。